# 柳林乡 (竹山县)
柳林乡，是中华人民共和国湖北省十堰市竹山县下辖的一个乡镇级行政单位。

## 行政区划
柳林乡下辖以下地区：
白河村、花坪村、天台村、柳河村、公祖村、三河村、屏峰村、洪坪村、民主村和墨池村。